# Josef Röther
Josef Röther (Iserlohn, Noordrijn-Westfalen, 7 oktober 1907 - Iserlohn, Noordrijn-Westfalen, 20 februari 1988), was een Kapitänleutnant in de Kriegsmarine tijdens de Tweede Wereldoorlog. Röther begon bij de Kriegsmarine met de nodige opleiding en kreeg daarna de U 380 onder zijn bevel. Hij vertrok ermee vanuit Kiel op 4 augustus 1942 waarna hij achtereenvolgens zijn thuisbases had in Trondheim, Saint-Nazaire, La Spezia en Toulon.

## Geschiedenis
Op 18 september 1942 bracht Röther het Noorse vrachtschip Olaf Fostenes van 2.994 ton tot zinken. Tijdens Operatie Toorts, op 11 november 1942 onderging het Nederlandse voormalige passagiersschip en omgebouwd tot troepentransportschip Nieuw-Zeeland van 11.069 ton hetzelfde lot. Op 15 maart 1943 stuurde de U 380 het Britse handelsschip Ocean Seaman van 7.178 ton van konvooi ET-14 naar de zeebodem. Op 10 mei 1943 redde de U 380 in de Middellandse Zee vijf Duitse soldaten die ontsnapt waren uit Tunesië in een kleine boot. Ze brachten hen naar de haven in La Spezia, Italië op 16 mei. Op 23 augustus 1943 beschadigde Röther het Amerikaanse schip Pierre Soulé van 7.191 ton. Kapitänleutnant Josef Röther behield het commando over de U 380 tot november 1943. Hij bracht met de U 380, met een matig succes 3 schepen tot zinken en beschadigde één schip, samen goed voor 28.432 ton.

## Aanvallen op deU 380
Op 12 september 1942 beschadigden escortejagers van het konvooi ON-127 de U 380 en veroorzaakten een ernstige storing aan de dieselmotoren, die de boot dwongen om zijn aanval af te breken en onder te duiken met zijn elektromotoren. Röther kon nog ontsnappen aan zijn belagers.
Na een matig succes gaf hij het commando over van de U 380, aan Albrecht Brandi, in Toulon. Röther had de U 380 vanaf 4 augustus 1942 tot 11 november 1943 onder zijn bevel met matig succes gehad. De boot zou kort daarna vernietigd worden in Toulon door een Amerikaanse luchtaanval. Josef Röther overleefde de oorlog en stierf op 20 februari 1988 op 80-jarige leeftijd.

## Militaire loopbaan
- Obermatrose: 1 oktober 1929[2]
- Matrosengefreiter: 1 oktober 1931[2]
- Bootsmannsmaat: 1 oktober 1932[2]
- Oberbootsmannsmaat: 1 oktober 1933[2]
- Bootsmann en tegelijkertijd Oberbootsmann (boventallig): 1 april 1934[2]
- Fähnrich zur See: 1 mei 1937[2]
- Oberfähnrich zur See: 1 juli 1938[2]
- Leutnant zur See: 1 oktober 1938[2]
- Oberleutnant zur See: 1 oktober 1939[2]
- Kapitänleutnant: 1 juli 1941[2][1]

## Decoraties
- Duitse Kruis in goud op 19 november 1943 als Kapitänleutnant en Commandant van de U-Boote U 380, 29. Unterseebootsflottille, Kriegsmarine[2][3][1]
- Dienstonderscheiding van Leger en Marine voor (12 dienstjaren) op 2 oktober 1936[2]
- Spanjekruis in brons op 6 juni 1939[2]
- IJzeren Kruis 1939, 1e Klasse (23 november 1942)[2][1]en 2e Klasse (11 juni 1940)[2][1]
- Onderzeebootoorlogsinsigne 1939 op 12 oktober 1942[2]
- Bronzen medaille voor Dapperheid op 29 mei 1943[2]
- Mijnenveger-Oorlogsinsigne op 18 december 1940[2]

## Successen
- 2 schepen gezonken voor een totaal van 14.063 BRT
- 1 schip beschadigd voor een totaal van 7.191 BRT
- 1 schip een totaal verlies voor een totaalbedrag van 7.178 BRT

## U-bootcommando
- U 380: 22 december 1941 - 11 november 1943: 11 patrouilles (226 dagen)

## Schepen getroffen door Josef Röther
- 18 Sep. 1942 - U 380: Olaf Fostenes - 2.994 ton
- 11 november 1942 - U 380: Nieuw-Zeeland - 11.069 ton - Operatie Toorts
- 15 maart 1943 - U 380: Ocean Seaman - 7.178 ton - Konvooi ET-14
- 23 augustus, 1943 - U 380: Pierre Soulé - 7.191 ton - beschadigd